# محمدجواد رحیمی (بازیکن فوتبال)
محمدجواد رحیمی (زاده ۱ تیر ۱۳۶۵ در کردکوی) بازیکن فوتبال و مدیرعامل باشگاه فوتبال هوادار است.

## باشگاهی
رحیمی سابقه بازی در لیگ برتر با تیم‌های پاس تهران و مس کرمان را دارد.

## مدیرعاملی
مدیر ورزشی ایرانی است که از ۱۴۰۰ به‌ عنوان مدیرعامل باشگاه فوتبال هوادار فعالیت می‌کند.